# Athaumasta nana
Athaumasta nana är en fjärilsart som beskrevs av Otto Staudinger 1896. Athaumasta nana ingår i släktet Athaumasta och familjen nattflyn. Inga underarter finns listade i Catalogue of Life.